# Райнхард (Золмс-Браунфелс)
Райнхард фон Золмс-Браунфелс-Хунген (на немски: Reinhard von Solms-Braunfels-Hungen; * 27 март 1573 в Браунфелс; † 16 май 1630 в Хунген) е граф на Золмс-Браунфелс в Хунген.
Той е син на граф Конрад фон Золмс-Браунфелс (1540 – 1592) и съпругата му Елизабет фон Насау-Диленбург (1542 – 1603), дъщеря на граф Вилхелм I „Богатия“ фон Насау-Диленбург и втората му съпруга Юлиана фон Щолберг. Племенник е на княз Вилхелм Орански (Мълчаливия) (1533 – 1584).
По-големите му братя са Йохан Албрехт I (1563 – 1623), граф на Золмс-Браунфелс в Браунфелс и Гамбах, Вилхелм I (1570 – 1635), граф на Золмс-Браунфелс-Грайфщай, и Ото (1572 – 1610), граф на Золмс-Браунфелс в Хунген.
Погребан е в Хунген.

## Фамилия
Райнхард се жени на 13 ноември 1615 г. за графиня Валбурга Анна фон Даун, Фалкенщайн и Лимбург (* 3 ноември 1580 в Бройч; † 26 юни 1618 в Амберг), вдовица на граф Йохан фон Лимбург-Бронкхорст (1567 – 1613), син на Херман Георг фон Лимбург, дъщеря на Вирих VI фон Даун, граф на Фалкенщайн и Лимбург и Елизабет фон Мандершайд-Бланкенхайм. Те имат две деца:
- Фридрих (1617 – 1626)
- Ото (1618 – 1635 от епидемия в Грайфенщайин)

Райнхард се жени втори път на 27 октомври 1621 г. в Бирщайн за вилд-и рейнграфиня Елизабет фон Салм-Даун (* 13 март 1593 в Даун; 13 януари 1656 в Диленбург), вдовица на граф Филип Лудвиг I фон Изенбург-Бюдинген (1593 – 1615), дъщеря на вилд-и рейнграф Адолф Хайнрих фон Салм-Даун и Юлиана фон Насау-Диленбург, дъщеря на граф Йохан VI фон Насау-Катценелнбоген-Диц. Те имат децата:
- Мориц фон Золмс-Браунфелс (1622 – 1678), граф в Хунген, женен на 9 март 1645 г. за Флорентина ван Бредероде (1624 – 1698 във Франкфурт на Майн), дъщеря на Ян Волфердус ван Бредероде и графиня Анна Йохана фон Насау-Зиген, дъщеря на граф Йохан II фон Насау-Зиген и графиня Магдалена фон Валдек-Вилдунген
- Юлиана (1624 – 1628)
- Филип (1625 – 1665)
- Конрад (1627 – 1628)
- Амалия (1628 – 1636)
- Елизабет (1566 – 1570)

Вдовицата му Елизабет фон Салм-Даун се омъжва трети път на 3 септември 1653 г. за княз Лудвиг Хайнрих фон Насау-Диленбург (1594 – 1662) и умира малко след сватбата и е погребана в Хунген.